# Liste der Kardinalskreierungen Gregors XV.

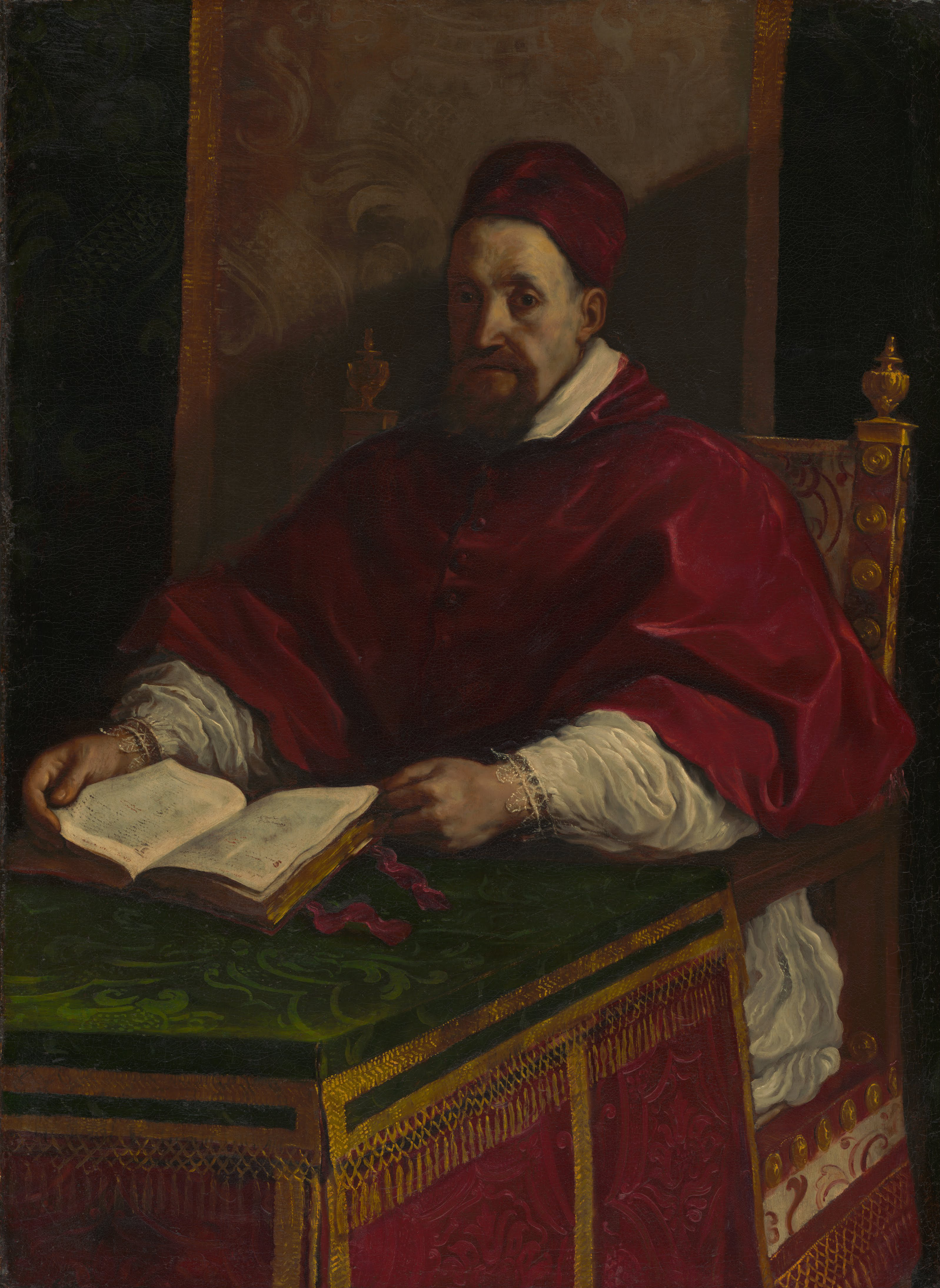
Gregor XV.

Im Verlauf seines kurzen Pontifikates kreierte Papst Gregor XV. elf Kardinäle in vier Konsistorien.

## 15. Februar 1621
- Ludovico Ludovisi

## 19. April 1621
- Antonio Caetani jun.
- Francesco Sacrati
- Francesco Boncompagni
- Ippolito Aldobrandini jun.

## 21. Juli 1621
- Lucio Sanseverino
- Marco Antonio Gozzadini

## 5. September 1622
- Cosimo de Torres
- Armand-Jean du Plessis de Richelieu
- Ottavio Ridolfi
- Alfonso de la Cueva-Benavides y Mendoza-Carrillo